# Laura Nicholls

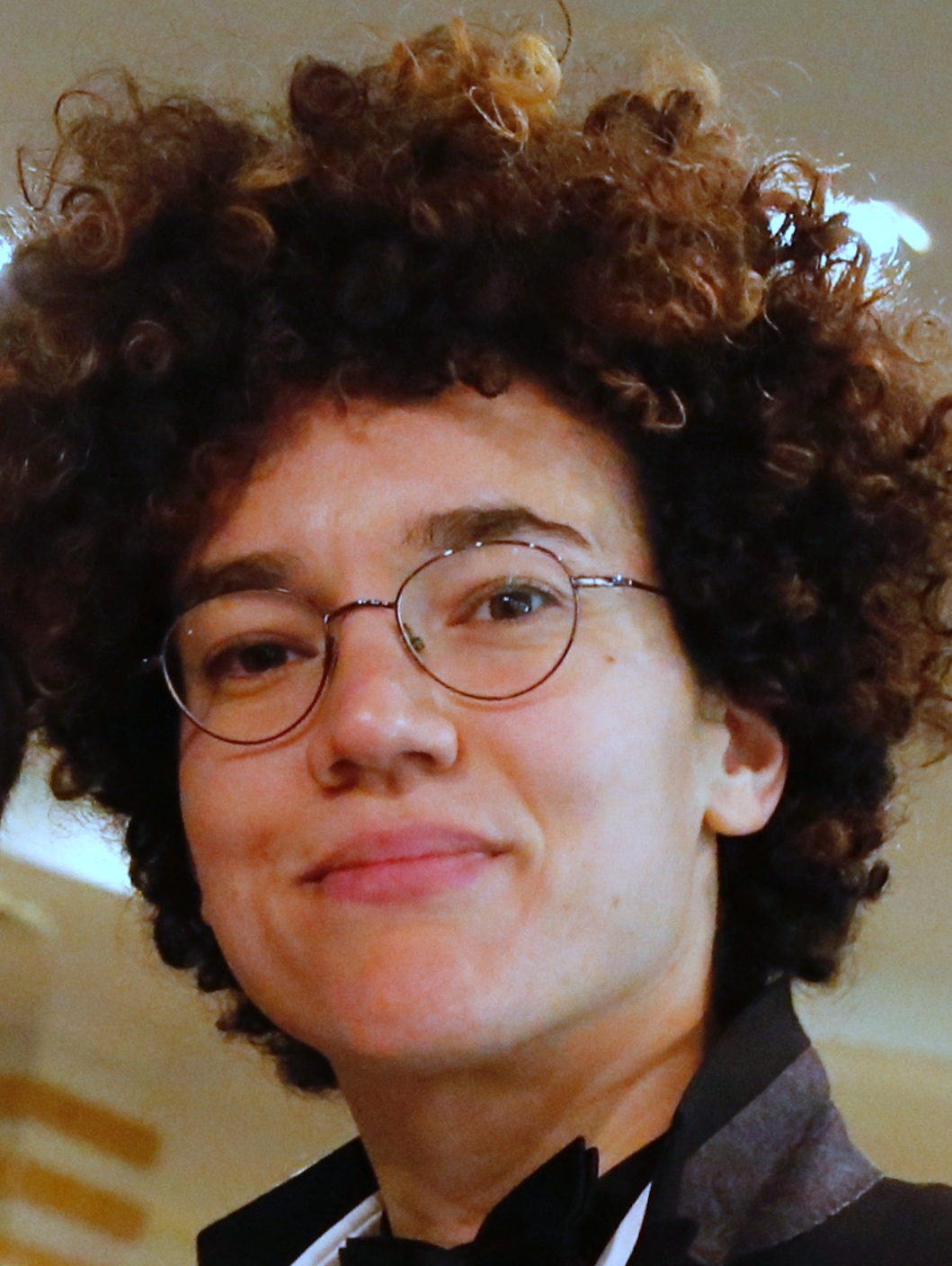
Laura Nicholls

Laura Nicholls, född 26 februari 1989 i Santander, är en spansk basketspelare. Nicholls blev olympisk silvermedaljör i basket vid sommarspelen 2016 i Rio de Janeiro.